# Adriaan Willaert
Adriaan Willaert (Rumbeke, circa 1490 - Venetië, 7 december 1562) was een innovatief componist, dirigent, muziekleraar en kapelmeester die gerekend wordt bij de Franco-Vlaamse school van polyfonisten.

## Leven en werk
Hij werd omstreeks 1490 geboren in Rumbeke in het toenmalige graafschap Vlaanderen. Hij studeerde rechten in Parijs, maar voltooide die studies niet. Hij kreeg wel een muziekopleiding bij Jean Mouton, die zelf een volgeling van Josquin Desprez was. Hij trok rond 1515 naar Italië, zoals andere meesters uit de Lage Landen in die periode deden. Hij trok eerst naar Rome en daarna naar Ferrara. In 1522 kwam hij in dienst van Alfons I d’Este, hertog van Ferrara. In 1525 werd hij zanger in de kapel van aartsbisschop Ippolito II d’Este te Milaan.
In 1527 werd hij benoemd tot kapelmeester van de San Marco-basiliek in Venetië, wat hij zou blijven tot aan zijn dood in 1562. Hij leidde er de befaamde Venetiaanse componistenschool, de 'Venetiaanse school', waartoe ook de Gabrieli's en later Claudio Monteverdi gerekend worden en die de vroege Barokmuziek sterk beïnvloedde. Adriaan Willaert bracht vernieuwing in de muzikale tradities met stukken voor dubbel koor en twee orgels. Vooral de introductie van de dubbelkorigheid bezorgde hem naam en faam. Zijn werk typeert zich door de versmelting van Vlaamse en Italiaanse polyfonie. Hij was een van de veelzijdigste componisten uit de Renaissance en vanuit zijn positie in Venetië had hij een grote muzikale invloed in Europa. Enkele van zijn leerlingen waren onder meer Costanzo Porta, Andrea en Giovanni Gabrieli en Cypriano de Rore, die hem zou opvolgen aan de San Marco.
Van Willaert zijn veel werken bekend, vooral geestelijke (150 motetten, vespers, hymnen en psalmen, acht missen) en daarnaast ook ongeveer 60 Franse chansons, 70 Italiaanse madrigalen, villanella's en instrumentale composities.

## Erkentelijkheid
Na zijn overlijden verdween hij wat in de vergeethoek, tot hij in de negentiende eeuw door het opgeflakkerde Vlaamse historische bewustzijn terug in beeld kwam. Zowel in Brugge als in Roeselare en Edegem is er een Adriaan Willaertstraat (en in Amsterdam een Willaertstraat). In Roeselare werd de plaatselijke muziekacademie die in 1920 opgericht werd, de Stedelijke Academie voor Podiumkunsten Adriaan Willaert genoemd. De naam van Willaert is tot op heden in de naam van de school bewaard gebleven. Tijdens het erfgoedproject 'Het talent van Roeselare' van de stad Roeselare in 2013 werd Willaert als achtste verkozen in de top 100 van 'Hét talent van Roeselare' of 'de grootste Roeselarenaars' aller tijden. Op 1 juli 2017 volgde ook nog een monument (bronzen buste van Ron Deblaere) aan de zuidgevel van de Sint-Michielskerk. Dit kwam er dankzij de Marnixring Adriaan Willaert en in samenwerking met Marnixring Roeselare-Tielt De Blauwvoet. In deze kerk staat ook een orgel opgesteld dat zijn naam draagt (overgebracht van de ontwijde Sint-Amandskerk).

## Media
- Le dur travailⓘ

- Biblioteca Nacional de España: XX1188749
- Bibliothèque nationale de France: cb13901166k (data)
- Catàleg d'autoritats de noms i títols de Catalunya: 981058521471106706
- CiNii: DA06780412
- Digitale Bibliotheek voor de Nederlandse Letteren: will193
- Gemeinsame Normdatei: 118771957
- International Standard Name Identifier: 0000 0001 2092 1059
- Library of Congress Control Number: n81140117
- Nationale Bibliotheek van Letland: 000047399
- MusicBrainz: 48a4c3b0-69d2-4d92-a2d7-61d0e33fdf02
- Bibliotheek van het Japanse parlement: 01071239
- Nationale Bibliotheek van Tsjechië: xx0022103
- Nationale Bibliotheek van Israël: 987007270085305171
- Nationale Bibliotheek van Polen: a0000002711066
- Nederlandse Thesaurus van Auteursnamen: 071717315
- Istituto Centrale per il Catalogo Unico: CFIV037883
- LIBRIS: 210141
- SNAC: w67d3rqs
- Système universitaire de documentation: 068998856
- Trove: 1017185
- Virtual International Authority File: 14959955
- WorldCat: E39PBJfcQ3TtGp6gFDMPyTjQv3